# 이상조 (정치인)
이상조(1915년~1993년 7월 9일)는 대한민국의 정치인이다. 제8대 국회의원을 지냈다.

## 역대 선거 결과
|  | 44.4% |

|  | 7.39% |